# Norberto Menéndez
Norberto Menéndez (14 de desembre de 1936 - 26 de maig de 1994) fou un futbolista argentí.

## Selecció de l'Argentina
Va formar part de l'equip argentí a la Copa del Món de 1958.

## Referències

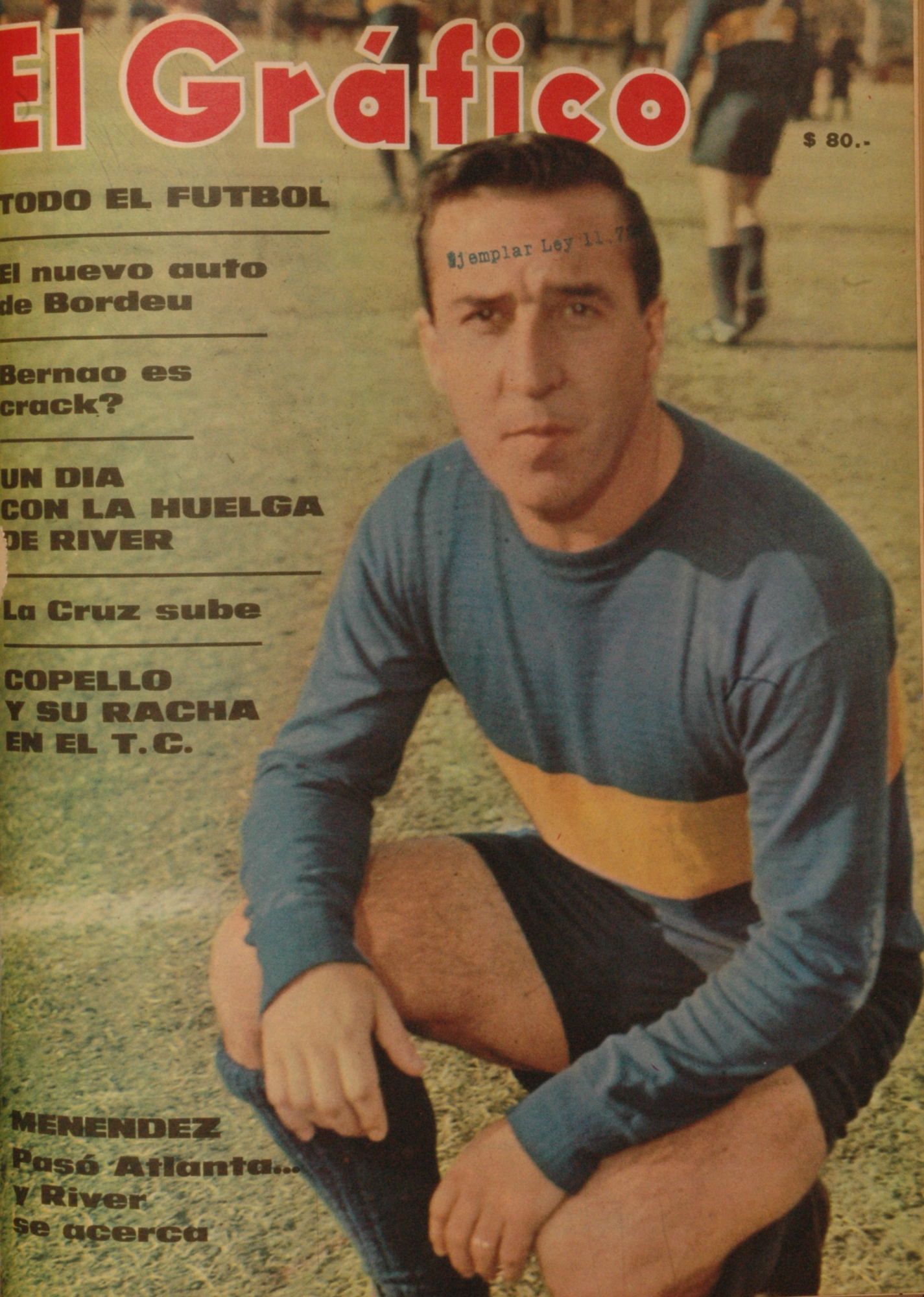
Menéndez (Boca) el 1967.